# محبت پدری (فیلم)
محبت پدری با نام اصلی آقابالاسر (انگلیسی: Big Daddy) فیلمی در ژانر کمدی به کارگردانی دنیس داگن است که در سال ۱۹۹۹ منتشر شد.

## بازیگران
- آدام سندلر
- دیلن و کول اسپراوس
- جوی لورن آدامز
- جان استوارت
- راب اشنایدر
- لزلی من
- استیو بوشمی
- جاش ماستل
- جوزف بولونیا
- آلن کاورت
- کریستی سوانسون
- جاناتان لاوران
- جفری هورن
- استیون بریل
- دنیس داگن
- جکی سندلر
- تیم هرلیهی